# Ezequiel Maderna
Ezequiel Maderna (La Plata, Buenos Aires, 1 de octubre de 1986) es un boxeador profesional argentino. Actualmente es campeón del Título Internacional WBC semipesado. Representó a su país en los Juegos Olímpicos de 2008 en la división de peso mediano. Es hermano de la también boxeadora María Elena Maderna.

## Carrera amateur
En los Juegos Sudamericanos 2006, ganó la medalla de bronce tras perder 7:9 en semifinales frente al venezolano Alfonso Blanco.
En la segunda clasificatoria olímpica venció a tres combatientes -Clarence Joseph entre ellos-, pero luego perdió ante Shawn Estrada. De todos modos consiguió su pasaje a Juegos Olímpicos de 2008. En la categoría semipesado masculino volvió a enfrentar en primera ronda al estadounidense Estrada, quien lo derrotó 2:10. 

## Carrera profesional

### Récord profesional
| 31 victorias (21 knockouts), 11 derrotas, 0 empates |        |                                |      |             |            |                                                                                   |                                                       |
| Res.                                                | Récord | Oponente                       | Tipo | Rd., Tiempo | Fecha      | Localidad                                                                         | Notas                                                 |
| Victoria                                            | 1–0–0  | Guillermo Pablo Armani         | UD   | 4 (4)       | 2008-12-6  | Club Social y Deportivo San Vicente, Bell Ville, Córdoba, Argentina               |                                                       |
| Victoria                                            | 2–0–0  | Víctor Hugo Peralta            | UD   | 4 (4)       | 2008-12-27 | Club Argentino, Marcos Juárez, Córdoba, Argentina                                 |                                                       |
| Victoria                                            | 3–0–0  | Gabriel Arturo Ramírez         | KO   | 2 (4)       | 2009-4-25  | Gimnasio Municipal, Cutral Có, Neuquén, Argentina                                 |                                                       |
| Victoria                                            | 4–0–0  | Ramón Argentino Guidetti       | UD   | 4 (4)       | 2009-6-12  | Sociedad de Fomento Julio Argentino Roca, Moreno, Argentina                       |                                                       |
| Victoria                                            | 5–0–0  | José Eduardo Martínez          | KO   | 2 (6)       | 2009-8-29  | Asociación Mutual Club El Tala, San Francisco, Córdoba, Argentina                 |                                                       |
| Victoria                                            | 6–0–0  | Ramón Argentino Guidetti       | TKO  | 4 (6)       | 2009-9-19  | Club Independiente, Castelli, Argentina                                           |                                                       |
| Victoria                                            | 7–0–0  | Críspulo Javier Andino         | KO   | 1 (6)       | 2009-11-7  | Estadio Cubierto Municipal, Dean Funes, Córdoba, Argentina                        |                                                       |
| Victoria                                            | 8–0–0  | Osvaldo Antonio Díaz           | KO   | 2 (6)       | 2009-12-18 | Club Circunvalación, La Plata, Argentina                                          |                                                       |
| Victoria                                            | 9–0–0  | Víctor Hugo Peralta            | KO   | 3 (6)       | 2010-2-13  | Centro de Fomento Alumni, Los Hornos, Argentina                                   |                                                       |
| Victoria                                            | 10–0–0 | Lucas Damián Molina            | RTD  | 3 (6)       | 2010-4-17  | Casino City Center, Rosario, Santa Fe, Argentina                                  |                                                       |
| Victoria                                            | 11–0–0 | Ricardo Manuel Genero          | KO   | 5 (8)       | 2010-9-17  | Dolores, Buenos Aires, Argentina                                                  |                                                       |
| Victoria                                            | 12–0–0 | Richard Emanuel Moray Martínez | TKO  | 2 (6)       | 2010-12-3  | Parque Municipal Eva Perón, Lomas de Zamora, Argentina                            |                                                       |
| Victoria                                            | 13–0–0 | Rubén Eduardo Acosta           | UD   | 10 (10)     | 2011-3-5   | Club Platense, La Plata, Argentina                                                | Ganó título súper mediano de Argentina FAB            |
| Victoria                                            | 14–0–0 | Martín Abel Bruer              | TKO  | 1 (10)      | 2011-5-28  | Club Banco Provincia, City Bell, Argentina                                        | Ganó interim OMB Latino super middleweight title      |
| Victoria                                            | 15–0–0 | Jorge Rodríguez Olivera        | TKO  | 3 (12)      | 2011-8-27  | Club Banco Provincia, City Bell, Argentina                                        | Retuvo título súper mediano FAB                       |
| Victoria                                            | 16–0–0 | Darío Germán Balmaceda         | TKO  | 1 (10)      | 2011-11-5  | Club Banco Provincia, City Bell, Argentina                                        | Retuvo título interino súper mediano OMB Latino       |
| Victoria                                            | 17–0–0 | Rubén Eduardo Acosta           | UD   | 12 (12)     | 2012-5-26  | Club Platense, La Plata, Argentina                                                | Retuvo título interino súper mediano OMB Latino       |
| Victoria                                            | 18–0–0 | Oscar Véliz                    | UD   | 10 (10)     | 2012-8-25  | Club Banco Provincia, City Bell, Argentina                                        |                                                       |
| Victoria                                            | 19–0–0 | Claudio Ariel Ábalos           | RTD  | 7 (10)      | 2012-12-14 | Estadio Boxing Club, Río Gallegos, Santa Cruz, Argentina                          | Retuvo título súper mediano FAB                       |
| Derrota                                             | 19–1–0 | Edwin Rodríguez                | UD   | 10 (10)     | 2013-3-30  | Salle des etoiles, Montecarlo, Mónaco                                             |                                                       |
| Victoria                                            | 20-1-0 | Arnaldo Alcides Benítez        | UD   | 10          | 2013-09-06 | Centro Recreativo Municipal Néstor Carlos Kirchner, Barrio Santa Paula, Argentina |                                                       |
| Derrota                                             | 20–2–0 | Thomas Oosthuizen              | MD   | 12 (12)     | 2013-11-9  | Emperors Palace, Kempton Park, Gauteng, South Africa                              | perdió IBO super middleweight title                   |
| Victoria                                            | 21-2-0 | Richard Vidal                  | TKO  | 3 (10)      | 2014-4-25  | Club Gimnasia y Esgrima La Plata, La Plata, Buenos Aires, Argentina               | Ganó Título Latino Súper Mediano del CMB              |
| Victoria                                            | 22-2-0 | José Alberto Clavero           | UD   | 10 (10)     | 2014-10-10 | Estadio F.A.B., Buenos Aires, Argentina                                           |                                                       |
| Victoria                                            | 23-2-0 | Rolando Wenceslao Mansilla     | TKO  | 1 (10)      | 2015-05-22 | Centro Recreativo Municipal Néstor Carlos Kirchner, Barrio Santa Paula, Argentina |                                                       |
| Derrota                                             | 23-3-0 | Artur Beterbiev                | TKO  | 4 (12)      | 2016-06-04 | Bell Centre, Montreal, Canadá                                                     | Por el título WBA-NABA peso semipesado.               |
| Victoria                                            | 24-3-0 | Walter Gabriel Sequeira        | KO   | 6 (10)      | 2016-09-17 | Gimnasio de la Escuela San Luis Gonzaga, Jauregui, Argentina                      | Defiende el título Latino semipesado del CMB          |
| Derrota                                             | 24-4-0 | Martin Fidel Ríos              | SD   | 10          | 2017-02-04 | Microestadio Municipal, Hurlingham, Argentina                                     | Por el título vacante de Argentina peso supermediano. |
| Victoria                                            | 25-4-0 | Jorge Daniel Caraballo         | UD   | 6           | 2017-06-10 | GAP Disco, Mar del Plata, Argentina                                               |                                                       |
| Victoria                                            | 26-4-0 | Martin Fidel Ríos              | UD   | 10          | 2018-01-27 | Club Once Unidos, Mar del Plata, Argentina                                        |                                                       |
| Derrota                                             | 26-5-0 | José Uzcátegui                 | UD   | 10          | 2018-09-28 | Oracle Arena, Oakland, Estados Unidos                                             |                                                       |
| Derrota                                             | 26-6-0 | Fedor Chudinov                 | KO   | 10 (12)     | 2019-07-28 | Plaza Roja, Moscú, Rusia                                                          | Por el título WBA Continental peso semipesado.        |
| Victoria                                            | 27-6-0 | Karol Itauma                   | TKO  | 5 (10)      | 2023-01-28 | Wembley Arena, Londres, Reino Unido                                               | Ganó título internacional WBC peso semipesado.        |